# 鲁瓦维尔
鲁瓦维尔（法語：Royville，法語發音：[ʁwavil]）是法国滨海塞纳省的一个市镇，属于迪耶普区。

## 地理
鲁瓦维尔（49°46'31"N, 0°57'19"E）面积4.44 平方千米，位于法国诺曼底大区滨海塞纳省，该省份为法国北部沿海省份，其西部及北部濒大西洋英吉利海峡，东起顺时针与索姆省、瓦兹省、厄尔省和卡爾瓦多斯省接壤。
与鲁瓦维尔接壤的市镇（或旧市镇、城区）包括：科地区巴克维尔、比维尔拉里维耶尔、兰夫勒维尔、萨讷圣瑞斯特、科地区托克维尔。

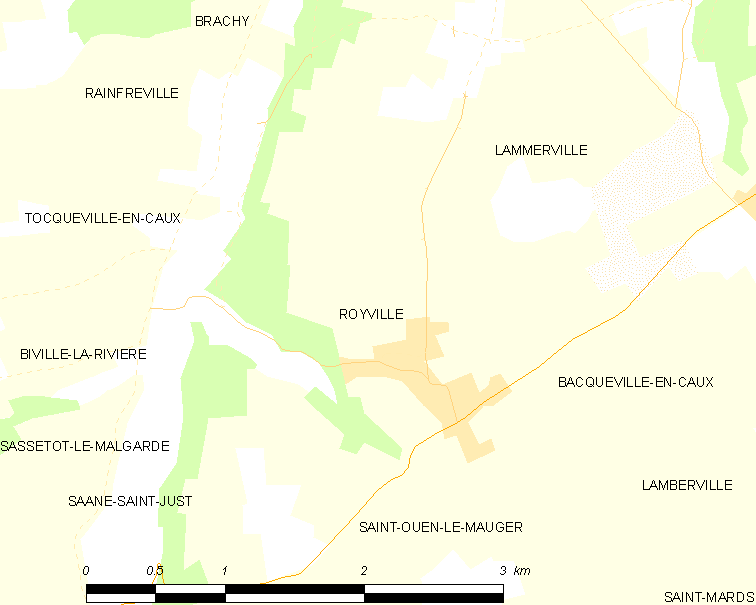
鲁瓦维尔的OSM定位图

鲁瓦维尔的时区为UTC+01:00、UTC+02:00（夏令时）。

## 行政
鲁瓦维尔的邮政编码为76730，INSEE市镇编码为76546。

## 政治
鲁瓦维尔所属的省级选区为吕讷赖县。

## 人口

1962-2008年间鲁瓦维尔人口变化图示

鲁瓦维尔于2022年1月1日时的人口数量为315人。